# Marelissa Him
Marelissa Him Betancourt (sinh ngày 2 tháng 7 năm 1988, Ciudad de Panamá, Panamá) là một thí sinh tham gia cuộc thi sắc đẹp và cuộc thi sắc đẹp Panama, người chiến thắng danh hiệu Hoa hậu Trái Đất Panamá 2011.

## Đầu đời
Marelissa Him Betancourt sinh ngày 2 tháng 7 năm 1988 tại thành phố Panama, Panama. Là con gái của Miriam Betancourt và Gustavo Him, có một người em trai tên là Jorge Luis Him. Trong những năm thơ ấu, cô học tại Trường Oxford và phát hiện ra niềm đam mê nghệ thuật và thủ công của mình bằng cách tham gia các cuộc thi nghệ thuật khác nhau được tổ chức tại trường.
Khi cô lên 12 tuổi, cô bắt đầu làm người mẫu cho Cơ quan Người mẫu Thể hình, sau vài năm trôi qua cô trở thành một trong những người mẫu nổi tiếng nhất ở Panama.

## Señorita Panamá 2010
Cô có chiều cao cao 5 ft (1,67 m) và tham gia tranh tài trong cuộc thi sắc đẹp quốc gia Señorita Panamá 2010, cuộc thi mà cô không được xếp hạng và thí sinh giành giải nhất cuộc thi là Anyolí Ábrego, có quyền tham gia cuộc thi Hoa hậu Hoàn vũ 2010 (cô này không thể vào vòng bán kết Hoa hậu Hoàn vũ 2010).

## Hoa hậu Trái Đất 2011
Cô đại diện cho Panamá tham gia cuộc thi cuộc thi Hoa hậu Trái Đất 2011, được tổ chức vào ngày 3 tháng 12 tại Manila, Philippines.

## Reina Hispanoamericana 2011
Cô đại diện cho Panamá tham gia cuộc thi Reina Hispanoamericana 2011, được tổ chức vào ngày 27 tháng 10 năm 2011 tại Santa Cruz, Bolivia.